# Ipomoea cuprinacoma
Ipomoea cuprinacoma är en vindeväxtart som beskrevs av E.Carranza och J.A.Mcdonald. Ipomoea cuprinacoma ingår i släktet praktvindor, och familjen vindeväxter. Inga underarter finns listade i Catalogue of Life.